# Trzęsienia ziemi w Azerbejdżanie
| Data              | Godzina‡ | Lokalizacja                                          | Szerokość | Długość | Ofiary śmiertelne i ranni | Magnituda | Uwagi | Źródła      |
| ----------------- | -------- | ---------------------------------------------------- | --------- | ------- | ------------------------- | --------- | ----- | ----------- |
| 427               |          | Gandża                                               | 40.5      | 46.5    |                           | 6,7       |       | [ 1 ]       |
| 906               |          | Qivraq, Nachiczewan                                  | 39.78     | 44.88   |                           | 6,2       |       | [ 2 ]       |
| 30 września 1139  | Noc      | Gandża zobaczyć Trzęsienie ziemi w Gandża (1139)     | 40.40     | 46.23   |                           | 6,3       |       | [ 3 ]       |
| 25 listopada 1667 |          | Şamaxı zobaczyć Trzęsienie ziemi w Szemacha (1667)   | 40.60     | 48.60   | 80 000                    | 6,9       |       | [ 1 ]       |
| 4 stycznia 1669   |          | Şamaxı zobaczyć Trzęsienie ziemi w Szemacha (1669)   | 40.60     | 48.60   | 7 000                     | 5,7       |       | [ 1 ]       |
| 9 sierpnia 1828   | 16:00    | Şamaxı                                               | 40.70     | 48.40   |                           | 5,7       |       | [ 1 ]       |
| 2 stycznia 1842   | 22:00    | Baku                                                 | 40.5      | 50.0    |                           | 4,3–5,0   |       | [ 4 ]       |
| 11 czerwca 1859   | 13:00    | Şamaxı zobaczyć Trzęsienie ziemi w Szemacha (1859)   | 40.70     | 48.50   | 100                       | 5,9       |       | [ 1 ]       |
| 13 lutego 1902    | 09:39:30 | Şamaxı zobaczyćTrzęsienie ziemi w Şamaxı (1902)      | 40.70     | 48.60   | 86                        | 6,9       |       | [ 1 ]       |
| 27 kwietnia 1931  | 16:50:45 | Zangezur zobaczyć Trzęsienie ziemi w Zangezur (1931) | 39.40     | 46.00   | 390–2 890                 | 6,4       |       | [ 5 ]       |
| 4 czerwca 1999    | 09:12:50 | Agdasz, Udżar                                        | 40.80     | 47.45   | 1                         | 5,4       |       | [ 1 ]       |
| 25 listopada 2000 | 18:09:11 | Baku zobaczyć Trzęsienie ziemi w Baku (2000)         | 40.25     | 49.95   | 26                        | 6,8       |       | [ 1 ]       |
| 7 maja 2012       | 09:40    | Rejon Zaqatala                                       | 41.54     | 46.77   | 15 ranni                  | 5,6       |       | [ 6 ]       |
| 5 czerwca 2018    | 18:40:30 | Rejon Zaqatala                                       | 41.53     | 46.79   | 1 martwych i 31 ranni     | 5,4       |       | [ 7 ] [ 8 ] |